# William Robinson (inventeur)
William Robinson (1840–1921) est un inventeur américain, ingénieur en génie électrique et génie mécanique et homme d'affaires. Il est l'inventeur du circuit de voie, aujourd'hui très largement utilisé dans les systèmes de signalisation ferroviaire pour la détection des trains. Cette invention a permis une amélioration de la sécurité et de l'efficacité du chemin de fer.

## Jeunesse et éducation
William Robinson est né en Irlande du Nord le 22 novembre 1840:59. d'un père irlando-écossais et d'une mère anglaise.
Il arrive aux États-Unis d'Amérique encore enfant et vit à Brooklyn, New York, l'essentiel de sa vie.
Il obtient une licence en 1865 et une maitrise en 1868 à l'Université Wesleyan. Il obtient un Doctorat (Ph.D.) en génie électrique et génie mécanique à l'Université de Boston en 1907. Il est membre de la fraternité Alpha Delta Phi.

## Activités professionnelles
- 1865 - 1866 : Principal de la High School Ansonia, Connecticut.
- 1866 - 1867 : Enseignant à Stamford, Connecticut.
- 1867 - 1868 : Principal de la Spring Valley Academy, New York.
- 1867 - 1869 : Homme d'affaires dans la production du pétrole en Pennsylvanie.
- 1870 - 1870 : Constitution d'un démonstrateur de block automatique à l'American Institute Fair in New York City, avec commande automatique de signaux par un véhicule.
- 1873 - 1875 : Homme d'affaires à Boston, Massachusetts, dirigeant de l'Union Electric Signal Company (en), qu'il fonde.
- 1875 - 1880 : Installation de block automatique sur différents chemins de fer (dont la ligne de Boston à Lowell (en) et le ligne de Boston à Providence (en)[3]).
- 1875 - 1881 : Direction, puis réorganisation de sa société lors de sa vente en 1880/1881 à la société de George Westinghouse, qui devient alors l'Union Switch & Signal company (en) (aujourd'hui Ansaldo STS USA).
- 1879 - 1880 : Voyage en Europe, Égypte et Palestine.

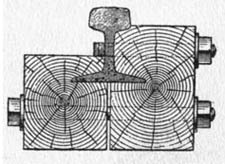
Joint Isolant Bois

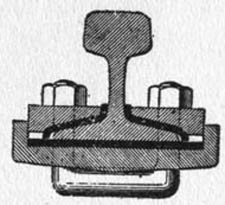
Joint isolant acier isolé par composite fibre et caoutchouc vulcanisé

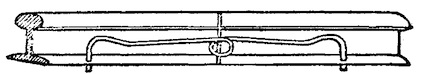
Continuité électrique entre rails par fil acier et cheville conique

- 1881 - 1920 : Inventeur.

## Inventions en signalisation ferroviaire
William Robinson commence le développement d'un système de block automatique en 1867. L'invention du circuit de voie, breveté en 1872 en France et aux États-Unis (brevet numéro 130 661 du 24 août 1872 de l'office américain des brevets), donne toute sa mesure au système proposé. Ce système est expérimenté à partir de 1870 sur la ligne de chemin de fer de Philadelphie au Lac Érié.
Une grande partie de ses travaux dans le ferroviaire viseront par la suite à fiabiliser, perfectionner et développer les principes de base du circuit de voie, pour la commande automatique des signaux de cantonnement. On peut citer, notamment :
- la conception de joints isolants, d'abord avec des éclisses en bois, puis avec des éclisses en métal, isolées du rail par la mise en place d'un composite de tissu et de caoutchouc vulcanisé,
- différents systèmes de mise en continuité électrique des rails, par fils d'acier et chevilles dans le patin du rail (ce système, perfectionné en 1942 sous la forme de chevilles "demi-lune" posées dans l'âme du rail, reste utilisé sur le réseau ferré français jusqu'au début du XXIe siècle).

Ces développements doivent beaucoup au travail de William Ashbridge Baldwin, directeur de la maintenance (general superintendent) du chemin de fer de Philadelphie au Lac Érié. Télégraphiste de formation, il assura le suivi de l'expérimentation du Circuit de Voie, à Kinzua et à Irvineton.
M. Robinson est également crédité en 1870 d'un brevet pour un "automatic electrical and electrically controlled fluid pressure signal systems" et en 1871 d'un "automatic electro-pneumatic electric signal systems" (Brevet au Royaume-Uni).

## Autres inventions
À la suite de la vente de sa société à l'Union Switch & Signal company (en), en 1881, William Robinson se tourne vers la mécanique. Il est crédité des inventions significatives suivantes :
- le bogie à essieux radiants (dont une version articulée à trois essieux pour tramway),
- le premier frein à rétropédalage pour bicyclette,
- un répéteur pour la téléphonie[1]:59,
- une turbine double détente pour machine à vapeur[1]:59.

## Auteur
William Robinson est l'auteur de "History of Automatic Electric and Electrically Controlled Fluid Pressure Signal Systems for Railroads" (Crist, Scott & Parshall, 1906 - 70 pages).

## Reconnaissance professionnelle
William Robinson fut membre de l'American Institute of Electrical Engineers, :50 et membre honoraire de la section Signalisation de l'American Railway Association (en).

## Décès
William Robinson décède le 2 janvier 1921 à Brooklyn (quartier de New York, aux États-Unis).:59